# ユーフォルビア (医師)
ユーフォルビア (Euphorbus) は、ヌミディア王国の王ユバ2世（紀元前30年から西暦23年に君臨）の宮廷医師を務めたギリシャの医師。彼は、アトラス山脈で発見された多肉植物は強力な下剤であると書きのこしている。  トウダイグサ属の学名であるユーフォルビアは彼の名前に由来している。また、弟はローマ皇帝アウグストゥスの主治医であり、兄弟であるアントニウス・ムーサに彫像を捧げた。 
ユーフォルビア属を命名したのは、植物学者であり分類学者でもあったカール・リンネ。